# Vittorio Arrigoni
Vittorio Arrigoni (4. februar 1975 i Bulciago, Italien – 15. april 2011 i Gaza) var en italiensk journalist, forfatter, pacifist og politisk aktivist. 
Arrigoni arbejdede for palæstinensiske International Solidarity Movement (ISM) på Gazastriben, fra 2008 og frem til sin død i 2011. Arrigoni oprettede en websted, Guerrilla Radio, og han udgav en bog om sine oplevelser på Gazastriben i 2008 og 2009 under krigen mellem Hamas og Israel. Arrigoni blev henrettet af mistænkte medlemmer af en palæstinsk salafist-gruppe i Gaza. Mordet blev fordømt af forskellige palæstinske fraktioner. 
Arrigoni hævdede at det var i hans blod at kæmpe for friheden akkurat som hans bedsteforældre kæmpede mod det fascistiske regime i Italien. Arrigoni havde det arabiske ord for modstand (muqawama) tatoveret på sin højre arm. Arrigoni stillede op som frivillig til at fungere som et menneskeligt skjold for en palæstinæstisk fisker udenfor Gazas kyst i september 2008, da han blev skadet da den israelske marin brugte vandkanoner for at afskrække båden. I november samme år blev han arresteret af israelske myndigheder efter igen at have optrådt som et menneskeligt skjold for palæstinæstiske fiskere udenfor Gazas kyst.
Arrigoni vendte tilbage til Gaza før Israel satte i gang den militære offensiv Operation Cast Lead, som varede fra december 2008 til januar 2009. Arrigoni var en af de få udenlandske journalister i Gaza under krigen. Han arbejdede ved en radiostation og som reporter for den italienske avis Il Manifesto. Han udgav senere en bog, som var en samling af hans reportager fra Gaza under den israelske offensiv på Gazastriben. Boken blev senere oversat til engelsk, spansk, tysk og fransk med forord af den israelske historiker Ilan Pappé. Arrigoni blev beskrevet som at have et glødende engagement for palæstinæstiske sag. Arrigoni kritiserede muslimske ekstremister for at prøve at indføre en hård version af islam for ekstremister fra Gaza. Arrigoni blev kidnappet 14. april 2011. 
Der var mistanke om at medlemmer af en salafistisk militant gruppe som oprerede fra Gazastriben som stod bag kidnapningen. Kidnapningen skulle have fundet sted fordi Arrigoni oprindeligt var fra Italien som blev regnet som en vantro stat af ekstremistiske muslimer. Hamas var kraftigt imod kidnappingen og mordet på Arrigoni og de gennemførte en militær operation for at finde de skyldige. En officiel udtalelse fra Hamas beskrev drabet som en skammelig handling, og at Arrigoni var en martyr. En gade i Gaza ville blive opkaldt efter ham.